# Palladium(II)-chlorid
Palladium(II)-chlorid ist das Palladiumsalz der Salzsäure.

## Gewinnung und Darstellung
Palladium(II)-chlorid wird erhalten durch Auflösen von metallischem Palladium in Königswasser oder in Salzsäure in Gegenwart von Chlor. Alternativ kann es durch Erhitzen von Palladiumschwamm in Chlorgas bei 500 °C erhalten werden.

## Eigenschaften

### Physikalische Eigenschaften
α-Palladium(II)-chlorid bildet rote rhomboedrische Kristalle, die sich langsam in Wasser mit roter Farbe unter Bildung von PdCl2(H2O)2 lösen. Es ist ebenfalls löslich in Ethanol und Aceton. Es löst sich schnell in Salzsäure.
Es ist fast geruchlos und schwach wassergefährdend.

### Chemische Eigenschaften
Palladium(II)-chlorid zersetzt sich ab 600 °C in Palladium und Chlor. Es löst sich in Salzsäure und bildet dabei ein Tetrachloropalladat [PdCl4]2−:
{\displaystyle \mathrm {PdCl_{2}+2Cl^{-}\longrightarrow [PdCl_{4}]^{2-}} }
Dieses katalysiert verschiedene organische Reaktionen, wie die Oxidation von Ethylen zu Acetaldehyd (Wacker-Hoechst-Verfahren).
Bei Einleitung von Schwefelwasserstoff fällt braun-schwarzes Palladiummonosulfid PdS aus.
Bei Erhitzung mit Schwefel auf 450 bis 500 °C Bildung von Palladiumdisulfid PdS2.
Bei Einleitung von Ammoniak in die wässrige Lösung, bildet sich Tetraammin-palladium(II)-chlorid [Pd(NH3)4]Cl2, auch bei trockenem PdCl2.

## Verwendung
Palladium(II)-chlorid ist Ausgangsmaterial für verschiedene Palladiumverbindungen. Es wird auch für die Detektion von Kohlenmonoxid verwendet. Hierfür wird Papier in sehr verdünnter PdCl2-Lösung getränkt. Dieses wird durch CO oder andere reduzierende Stoffe unter Abscheidung von metallischem Palladium schwarz gefärbt. Es wird auch in Elektroplattierungslösungen und für Porzellanbilder verwendet.